# Programa Mundial d'Aliments
El Programa Mundial d'Aliments (o, per les seves sigles, PMA) és la divisió de l'ONU encarregada d'aconseguir aliments per als més necessitats amb l'objectiu d'erradicar la fam. Creat el 1961 i amb seu a Roma, el programa atén més de 90 milions de persones en 83 països cada any. És membre del Grup per al Desenvolupament de les Nacions Unides i part del seu comitè executiu. El 20% dels seus efectius es dediquen al desenvolupament i la resta a emergències motivades per migracions, desastres climàtics o guerres.
És una prioritat del Programa Mundial d'Aliments complir amb l'Objectiu de Desenvolupament Sostenible 2, un dels 17 Objectius de Desenvolupament Sostenible establerts per les Nacions Unides en 2015, que apunta a aconseguir "zero fam" per a 2030. Les conseqüències de la fam i la malnutrició causen una salut deficient i també alenteixen el progrés en moltes altres àrees del desenvolupament sostenible com l'educació (Objectiu de Desenvolupament Sostenible 4) i l'ocupació (Objectiu de Desenvolupament Sostenible 8).
El Programa Mundial d'Aliments va rebre el Premi Nobel de la Pau en 2020.

## Història
El PMA va ser establert en 1961[5] després de la Conferència de l'Organització de les Nacions Unides per a l'Agricultura i l'Alimentació (FAO) de 1960, quan George McGovern, director dels Programes de Food for Peace (Aliments per a la Pau) dels Estats Units, va proposar establir un programa multilateral d'ajuda alimentària. El PMA va llançar els seus primers programes en 1963 per la FAO i l'Assemblea General de les Nacions Unides en forma experimental durant tres anys, fent costat a la població de Núbia de Wadi Halfa al Sudan. En 1965, el programa es va ampliar a una base continuada.

## Crítiques
Les critiques al programa se centren en diversos punts:
- Ús dels aliments per introduir l'imperalisme cultural o bé aliments transgènics.[7]
- Ja que el planeta produeix prou com per alimentar tota la humanitat, els esforços no s'haurien de centrar a distribuir menjar sinó en forçar una correcta distribució dels recursos.
- El programa desincentiva l'agricultura local.[7]